# Viola grahamii
Viola grahamii là một loài thực vật có hoa trong họ Hoa tím. Loài này được Benth. miêu tả khoa học đầu tiên năm 1840.